# Dendraster
Famille
Genre
Les Dendrasteridae sont une famille d'oursins Clypéastéroïdes (sand dollars). Cette famille ne contient qu'un seul genre : Dendraster.

## Caractéristiques
Ce sont des oursins plats, d'où leur surnom anglais de sand dollars, du fait de leur ressemblance avec une grosse pièce. 
Leur forme est arrondie, avec un test (coquille) presque parfaitement discoïdal et uniforme (sans encoche ni lunule), généralement couvert de radioles (piquants) fines et courtes formant un tapis permettant la progression dans le sable. Les spécimens morts ou fossiles laissent apparaître une grande « fleur » de pores ambulacraires sur leur face supérieure, aux cinq pétales arrondis et fermés. La bouche est très réduite, et la lanterne d'Aristote (appareil masticateur) est modifiée en « moulin à sable » plat.
On trouve ces oursins dans le Pacifique nord-est (principalement les côtes américaines et canadiennes), depuis la fin du Miocène.
La famille Dendrasteridae est extrêmement proche des Scutellidae, et en est donc parfois traitée comme un synonyme.

### Caractéristiques squelettiques
Le test est légèrement ovale vu du dessus, avec une face orale parfaitement plate et un profil légèrement conique, avec une marge très fine. 
Le disque apical est situé distinctement en arrière du centre de la face aborale, et entouré de 4 gonopores. 
Les partitions radiales internes sont bien développées, formant un motif étoilé avec de profonds canaux interradiaux. 
Les pétales sont bien développés sur la face aborale, les postérieurs étant distinctement plus courts que les antérieurs. 
Les zones interambulacraires sont aussi larges que les ambulacraires à l'ambitus, et les podia et sillons nutritifs dépassent des interambulacres. 
Tous les interambulacres sont disjoints sur la face orale, séparés par les premières paires de plaques ambulacraires basicoronales, élargies. 
Le périprocte ovale est situé sur la face orale, proche de la marge postérieure. Son ouverture est située entre les plaques de la seconde rangée post-basicoronale. 
Les sillons ambulacraires sont visibles, bifurquant à la fin des basicoronales pour se ramifier. Ils n'atteignent l'ambitus que sur la moitié postérieure.

## Liste des genres
| Selon World Register of Marine Species (13 mai 2014) : - genre Dendraster L. Agassiz, in Agassiz & Desor, 1847 - Dendraster excentricus (Eschscholtz, 1829) (Pliocène-actuel, de la Californie à l'Alaska) - Dendraster terminalis (Grant & Hertlein, 1938) (Actuel, Californie et Mexique) - Dendraster vizcainoensis Grant & Hertlein, 1938 (Plio-Pleistocene à actuel, Californie et basse-Californie) - Dendraster casseli Grant & Hertlein, 1938b † - Dendraster elsmerensis Durham, 1949 † - Dendraster gibbsii (Remond) † (Pliocène, Californie) - Dendraster pacificus Kew, 1920 † (Pliocène, Californie) - Dendraster perrini (Weaver, 1908) † (Pliocène, Californie) | L'Echinoid Directory du Natural History Museum y ajoute plusieurs autres espèces fossiles : - Dendraster ashleyi (Arnold) † -- Pliocène, Californie. - Dendraster weaveri (Durham & Morgan 1978) † -- Pliocène, Californie. - Dendraster granti Durham, 1950 † -- Pliocène, Californie. |

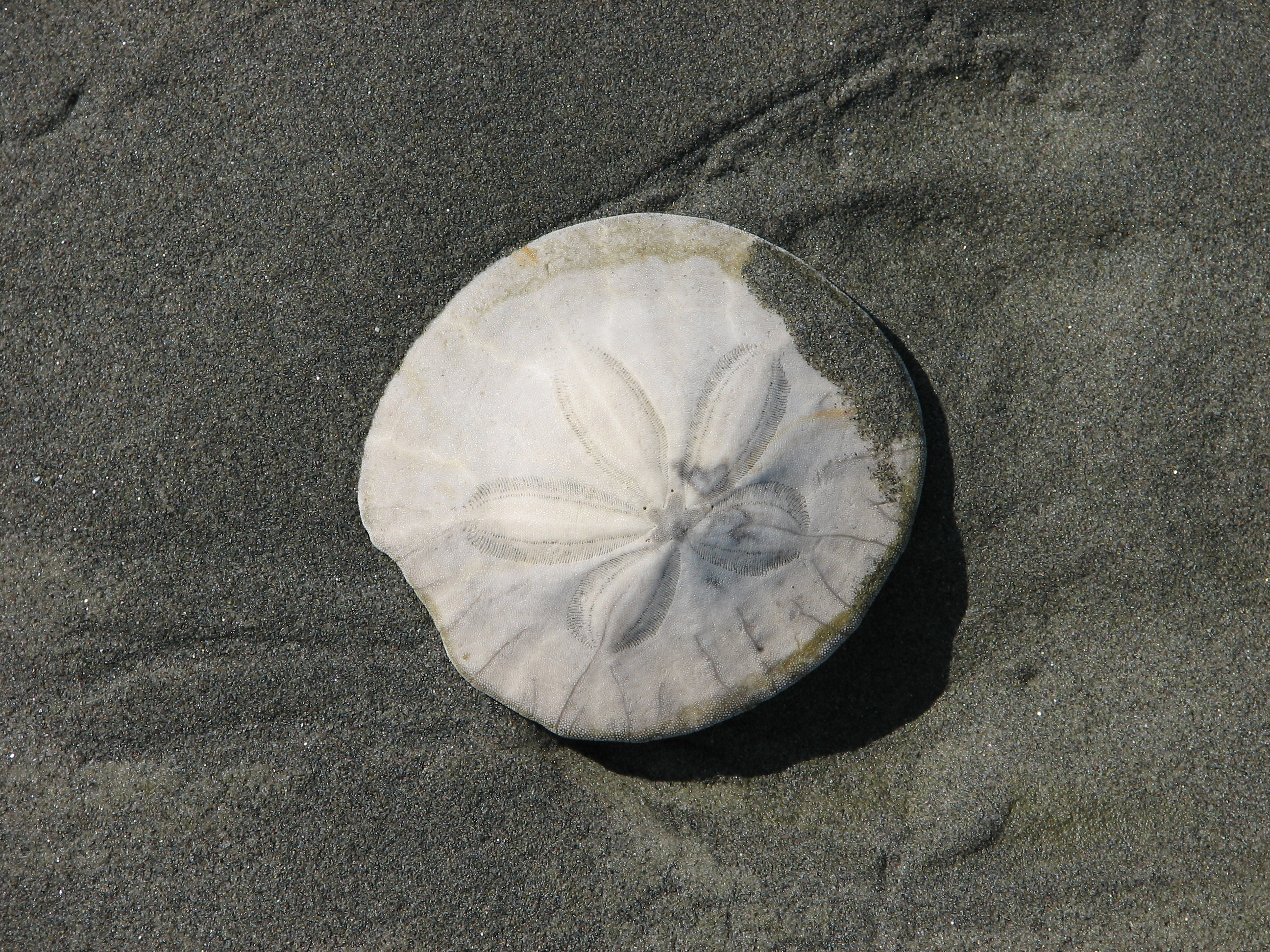
Dendraster excentricus
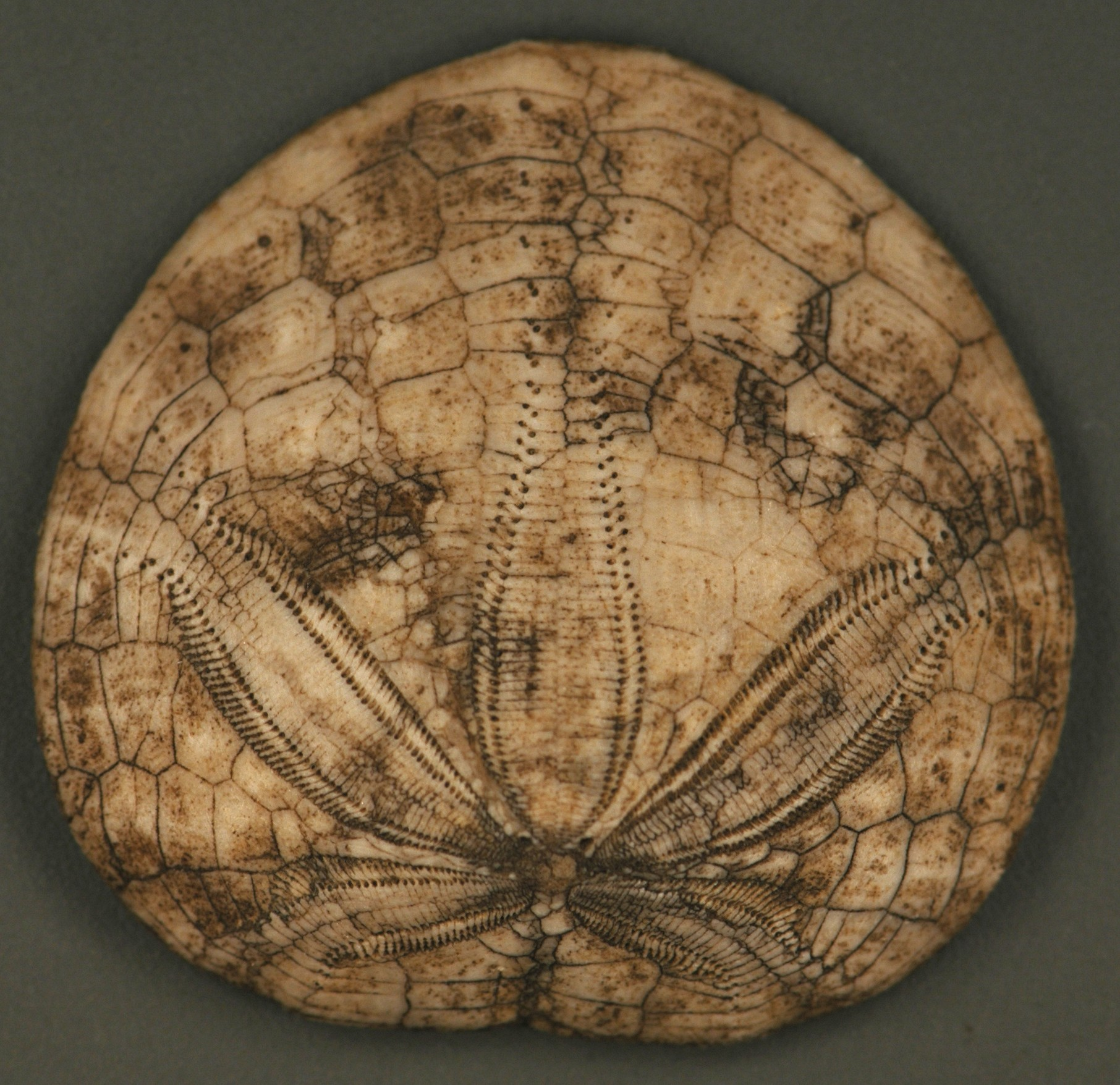
Fossile de Dendraster gibbsii (Pléistocène de Californie).
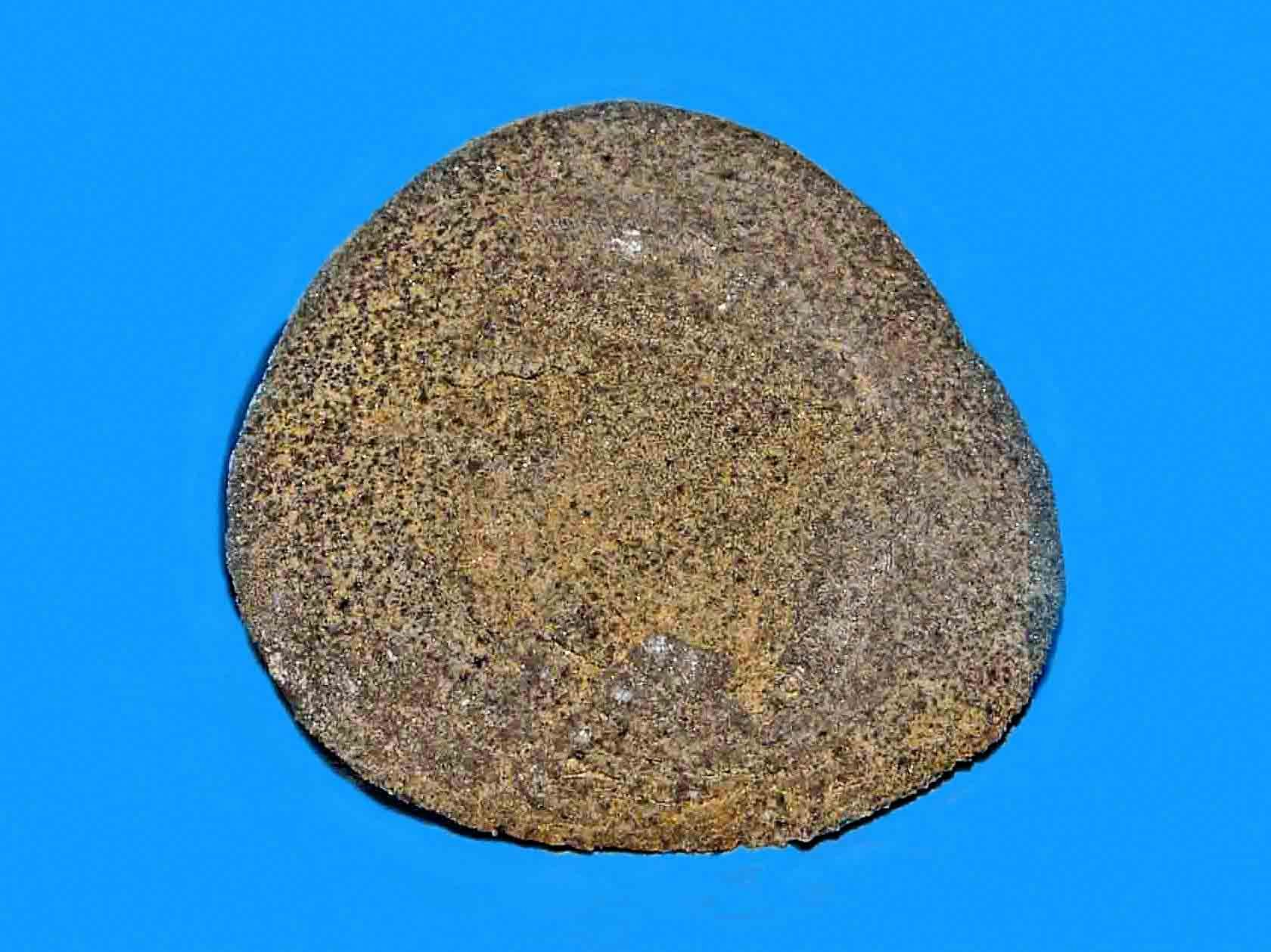
Fossile de Dendraster ashleyi (Californie).